# Hôtel de l'État-Major et du Conseil de Guerre
L'hôtel de l'État-Major et du Conseil de Guerre est un hôtel particulier situé à Rouen, en France.

## Localisation
L'hôtel de l'État-Major et du Conseil de Guerre est situé dans le département français de la Seine-Maritime, sur la commune de Rouen, au 3 rue du Moulinet.

## Historique
La façade et la toiture sont inscrites au titre des monuments historiques en 1929.